# Somethin' Stupid
"Somethin' Stupid" é uma canção escrita originalmente em 1966 por Carson Parks gravada pelo cantor Frank Sinatra.

## Covers
A versão de Robbie Williams foi gravada em dueto com a atriz Nicole Kidman, sendo o o primeiro single do quarto álbum de estúdio lançado a 19 de Novembro de 2001, Swing When You're Winning.

## Paradas
| Parada (2001)                     | Posições |
| --------------------------------- | -------- |
| União Europeia - European Hot 100 | 1        |
| Nova Zelândia                     | 1        |
| Reino Unido - UK Singles Chart    | 1        |
| Áustria                           | 2        |
| Alemanha                          | 2        |
| Irlanda                           | 2        |
| Itália                            | 2        |
| Suíça                             | 3        |
| Bélgica (Flandres)                | 5        |
| Países Baixos                     | 5        |
| Bélgica (Vallónia)                | 6        |
| Dinamarca                         | 6        |
| Austrália                         | 8        |
| Noruega                           | 9        |
| Roménia                           | 9        |
| França                            | 16       |
| Suécia                            | 17       |
| Canadá                            | 25       |

## Certificações e vendas
| País          | Certificação | Vendas  |
| ------------- | ------------ | ------- |
| Austrália     | Ouro         | 35,000+ |
| Áustria       | Ouro         | 15,000+ |
| Nova Zelândia | Ouro         | 7,500+  |
| Suíça         | Ouro         | 20,000+ |